# Зубы акул

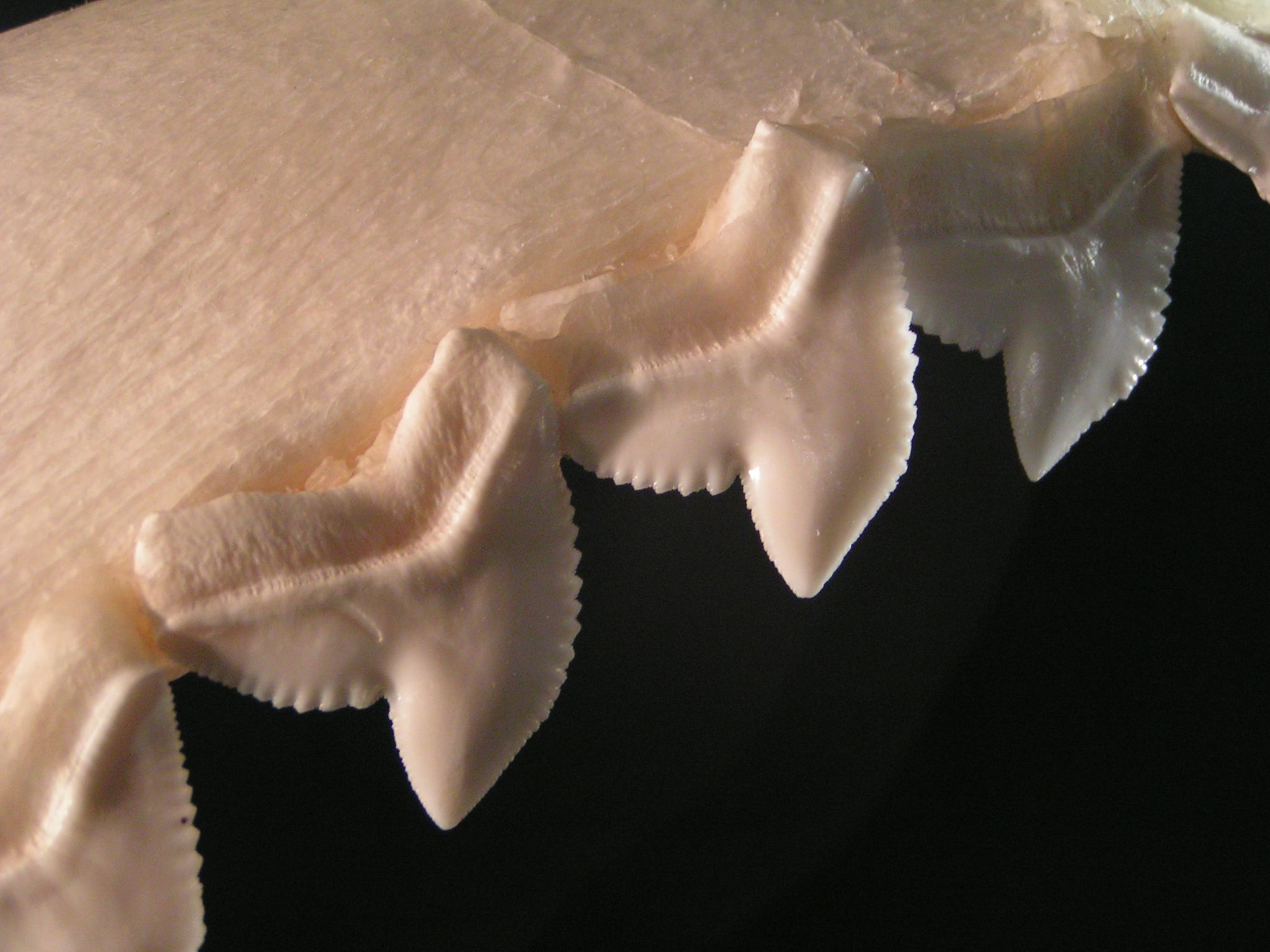
Зубы тигровой акулы (Galeocerdo cuvier)

У большинства акул зубы имеют форму острых конусов и сидят на хрящах верхней и нижней челюстей. Зубы регулярно сменяются по мере выпадения по принципу конвейера — их замена постоянно подрастает с внутренней стороны. По своему строению и происхождению это видоизменённые плакоидные чешуи. В зависимости от рациона и образа жизни, зубы и челюсти очень различаются у разных видов акул. Донные акулы, пища которых обычно защищена твёрдой оболочкой, имеют дробящие зубы — плоские с ребристой поверхностью (разнозубая акула). Многие хищные виды имеют длинные острые зубы, приспособленные для лёгкого проникновения в плоть добычи (например, песчаные акулы). У таких акул, как тигровая, зубы широкие и зазубренные — предназначенные для разрезания и разрывания мяса более крупной жертвы. У питающихся планктоном акул зубы мелкие (около 3—5 мм у китовой акулы).
Зубы у акул выпадают постоянно; у некоторых Carcharhiniformes за жизнь выпадает около 35 000 зубов, которые они постоянно заменяют новыми. Существует шесть основных типа зубов акул: плотные, уплощенные, игловидные, заостренные нижние, треугольные верхние и нефункциональные. Тип зубов акулы зависит от её рациона и пищевых привычек.
Акулы являются отличным модельным организмом для изучения, поскольку они постоянно производят высокоминерализованные ткани. Акулы постоянно теряют или повреждают зубы и заменяют их с помощью системы замены зубов. Благодаря этой системе акулы относительно быстро заменяют свои зубы сменными, которые уже готовы на смену потерянным. Сменные  зубы заменяют сломанные, при этом молодые акулы могут менять зубы даже еженедельно. Хотя акулы теряют зубы постоянно, на скорость их замены влияет температура воды: более тёплая вода приводит к более выскому темпу замены зубов, холодная вода замедляет скорость замены зубов у акул-нянек. Они выпадают только тогда, когда под ними формируются новые зубы и выталкивают их из соединительной ткани, которая удерживала их на месте. Пол акулы также играет роль в развитии зубов, а различия в зубах у разных видов, обусловленные полом, называются половой гетеродонтией. Обычно у самок зубы крупнее, потому что в среднем они больше самцов. Кроме того, с возрастом может измениться форма зубов: у молодых особей зубы вначале более узкие и крепкие, а у взрослых зубы шире и тоньше.
В некоторых формациях зубы акулы являются обычным ископаемым. Эти окаменелости можно проанализировать для получения информации об эволюции и биологии акул; часто они являются единственной окаменевшей частью акулы. Ископаемые зубы составляют большую часть летописи окаменелостей пластиножаберных, насчитывающей сотни миллионов лет. Зуб акулы содержит устойчивые материалы на основе фосфата кальция.
Самые древние виды акулоподобных рыб появились 450 миллионов лет назад, в период позднего ордовика, и в основном известны по своим окаменелым зубам и кожным зубчикам. Однако наиболее часто встречающиеся зубы ископаемых акул относятся к кайнозойской эре (последние 66 миллионов лет).

## Типы и функции
Хотя акулы часто являются узкоспециализированными, их адаптации как категории сильно различаются. Это отражается на их зубах, которые сильно различаются по форме и функциям.
Существует несколько распространенных типов акульих зубов, которые различаются в зависимости от рациона акулы: плотные сплющенные зубы для дробления; длинные игольчатые зубы для захвата; заостренные нижние зубы для захвата в сочетании с зазубренными треугольными верхними зубами для резки, а также крошечные, сильно уменьшенные и нефункциональные зубы.

### Плотные сплющенные зубы
Плотные уплощенные зубы используются для раздавливания добычи, такой как двустворчатые моллюски и ракообразные. К этим акулам относятся акулы-няньки и акулы-ангелы. Обычно их можно найти на дне океана.

### Игловидные зубы
Это был первый распространенный вид акульих зубов, появившийся в девоне четыреста миллионов лет назад. Акулы с игловидными зубами обычно питаются рыбой малого и среднего размера, иногда включая мелких акул. Эти зубы особенно эффективны для такой добычи, поскольку легко захватывают её скользкое и узкое тело. Из современных акул такие имеются у голубой акулы и бычьей акулы. Эти акулы специально используют свои зубы, чтобы питаться мелкой добычей, такой как кальмары, камбала, скаты и даже акулы-молоты.

### Заостренные нижние зубы и треугольные верхние зубы
Эта комбинация заостренных нижних зубов и треугольных верхних зубов особенно эффективна для разрезания добычи, такой как крупные млекопитающие и рыбы. Комбинация зубов имеет зазубренные края, позволяющие разрезать более крупную добычу на более мелкие части, чтобы её можно было легко проглотить. Самая известная акула с такими зубами — это большая белая акула, которая питается такими животными, как морские львы, дельфины, другие акулы и даже небольшие киты.

### Редуцированные зубы
Зубы планктофагов, большеротой, гигантской и китовой акул, сильно редуцированы и малофункциональны. Эти акулы фильтруют добычу, не используя зубы: открывают рот и засасывают крошечные организмы, пропуская воду через жабры. Их мелкие зубы служат не для кусания, а для «запирания» добычи во рту. Гигантские акулы питаются, подплывая к добыче с открытой пастью и процеживая пищу. Благодаря этому процессу акула может успешно съедать сотни килограммов зоопланктона каждый день. Китовые акулы питаются, используя грабли на жаберных перемычках, и выдавливают их из жаберных щелей после засасывания в рот криля и другой добычи.

### Переходные зубы
По мере того, как один вид эволюционирует в другой, его зубы становится трудно классифицировать, поскольку они демонстрируют характеристики обоих видов. Например зубы Otodus auriculatus, эволюционировавшего в Otodus angustidens, трудно однозначно идентифицировать как принадлежащие к какому-либо типу.

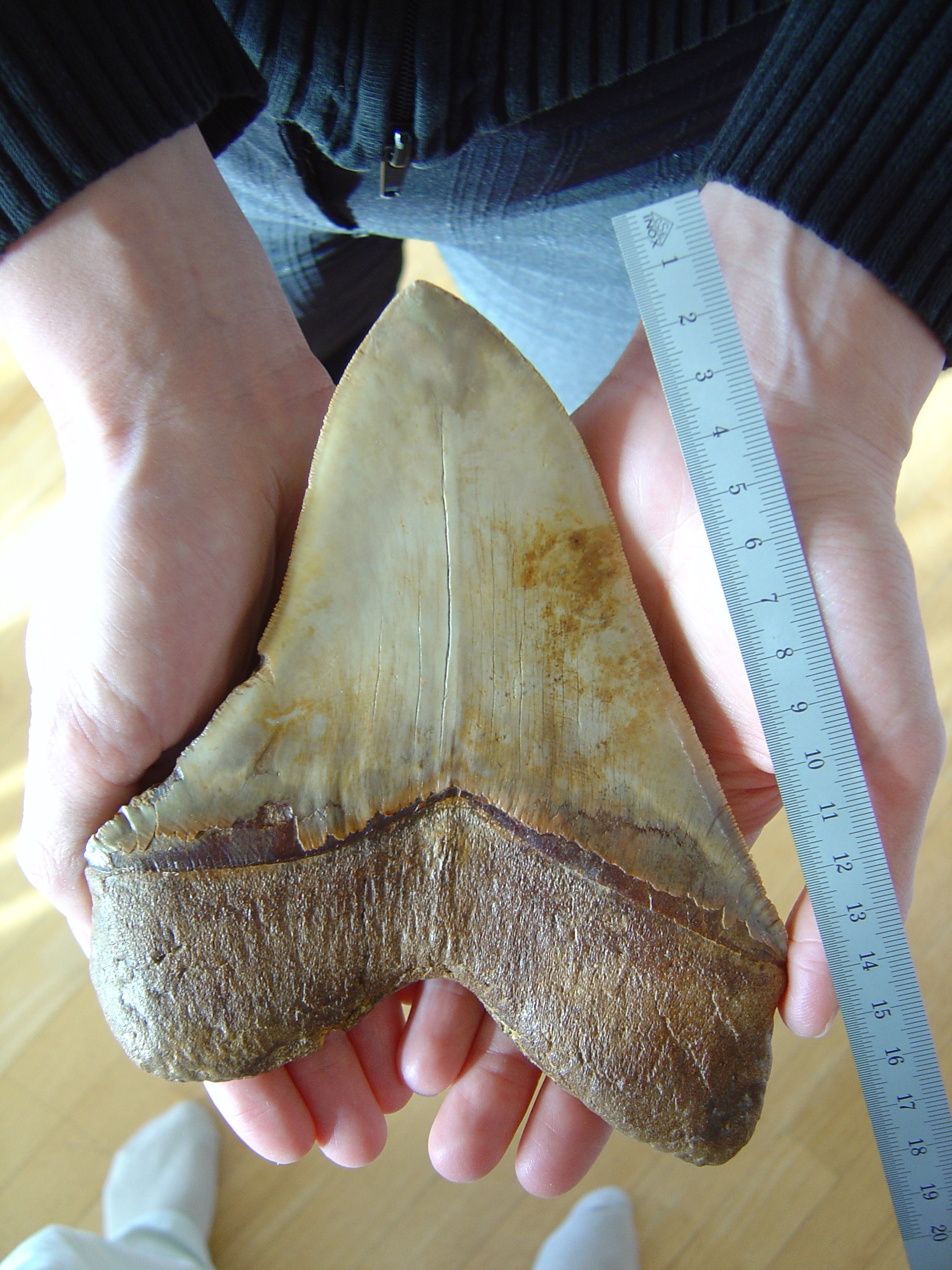
Зуб мегалодона (Otodus megalodon), обнаруженный на дне океана

Обычно упоминаемый переход — это эволюция Isurus hastalis, вымершего гигантского мако, в большую белую акулу Carcharodon carcharias. Существуют зубы, которые, как полагают, представляют собой переход между двумя видами. Эти зубы, от Carcharodon sp. характеризуются более широкими и плоскими кронами вымершего гигантского мако. Однако у них также есть частичные, блеклые зубцы, которые более выражены возле корня и исчезают к кончику зуба — зубцы встречаются у больших белых, но не у вымерших гигантских мако.

## Зубы мегалодона
Зубы мегалодона (Otodus megalodon) — самые крупные из всех зубов акул, вымерших или ныне живущих, и одни из самых востребованных в мире. Акула мегалодон жила в позднем олигоцене и неогене, примерно от 28 до 1,5 миллионов лет назад, её максимальная длина по оценкам достигала 18 метров. Самые маленькие обнаруженные её зубы имеют высоту всего 1,2 см, а самые большие зубы — более 17,7 см. Меньшие зубы размером от 3,5 до 4,5 дюйма встречаются чаще, а зубы размером более 5, 6 и 7 дюймов встречаются реже. Эти зубы пользуются огромным спросом у коллекционеров, цены на них могут варьировать в зависимости от их размера и степени сохранности. Самые большие зубы могут стоить до 3000 долларов.

## Ископаемые зубы акул

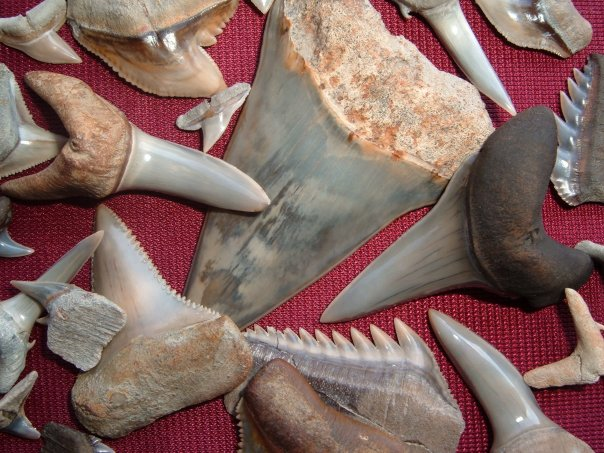
Ископаемые зубы древних акул

Зубы акул можно найти не в любом виде горных пород. Любые окаменелости, в том числе ископаемые зубы акул, после выпадения из их пасти, сохраняются только в осадочных горных породах. Осадочная порода, в которой были найдены акульи зубы, используется для определения их возраста благодаря процессу фоссилизации. Только примерно через 10 000 лет зуб акулы фоссилизируется. Зубы акулы чаще всего встречаются между отложениями верхнемелового и третичного периодов. Обычно встречающиеся зубы не белые, потому что они покрыты осадком в результате фоссилизации. Осадок предотвращает попадание кислорода и бактерий и разрушение зуба.

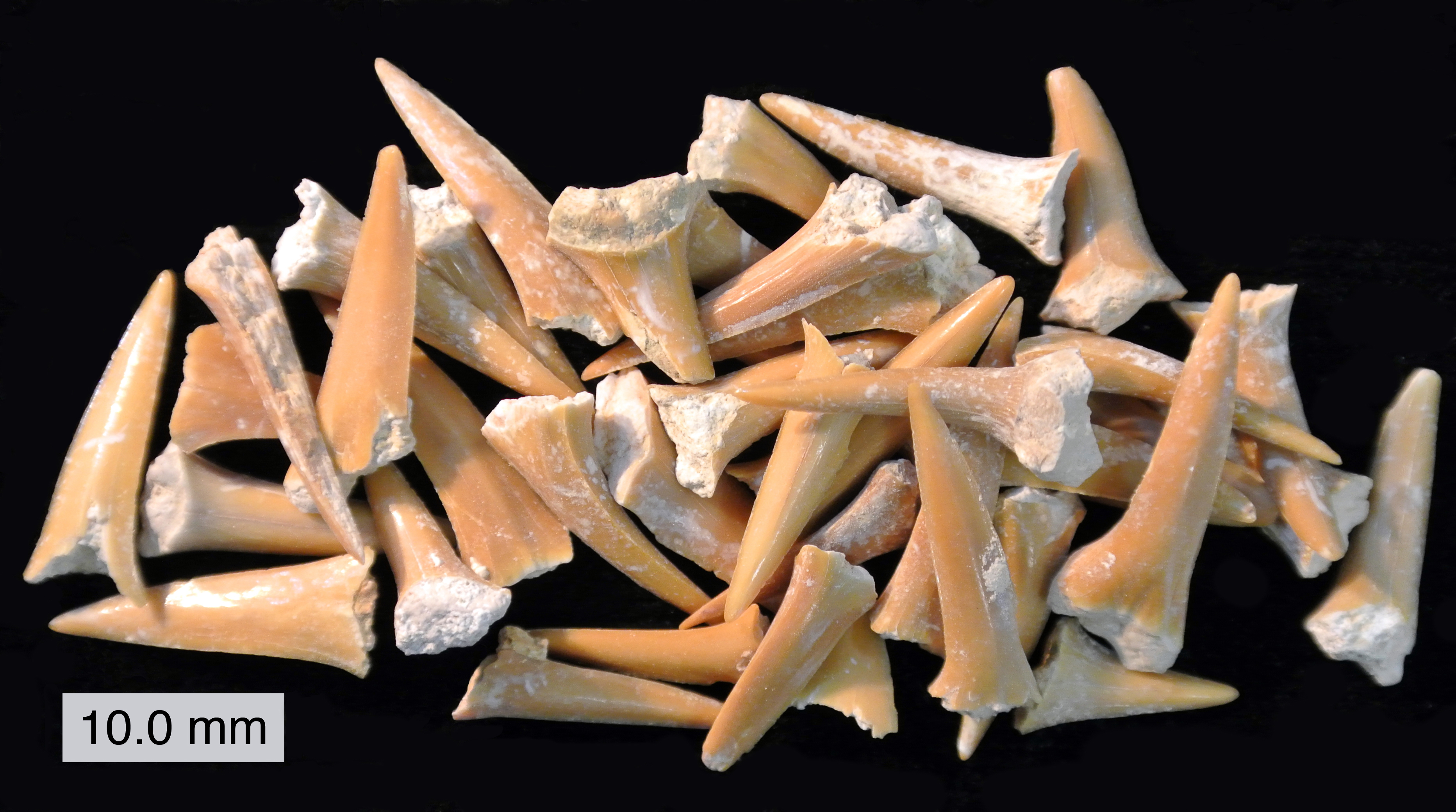
Окаменевшие зубы акул мелового периода

Окаменелые зубы акулы часто можно найти на берегах рек, в песчаных карьерах и на пляжах или вблизи них. Эти зубы обычно поврежденные, поскольку часто перемещались и повторно откладывались в разных областях, прежде чем попали на место находки. Однако в некоторых местах можно найти идеально сохранившиеся зубы, потому что на протяжении веков они практически не перемещались. Эти зубы, как правило, хрупкие, при их извлечении следует проявлять большую осторожность. Фосфатные ямы, содержащие в основном ископаемые кости и зубы, или каолиновые ямы — идеальные места для поиска ископаемых зубов акул. Одна из самых известных фосфатных шахт находится в Центральной Флориде, в округе Полк, и известна как Долина костей. Возраст большинства найденных здесь зубов составляет от 3 до 10 миллионов лет. Рядом с Новой Каледонией, пока эта практика не была запрещена, рыбаки и торговые суда рыли морское дно в поисках зубов мегалодона. В штате Джорджия акульи зубы находят так часто, что в 1976 году их решили сделать официальным ископаемым штата.

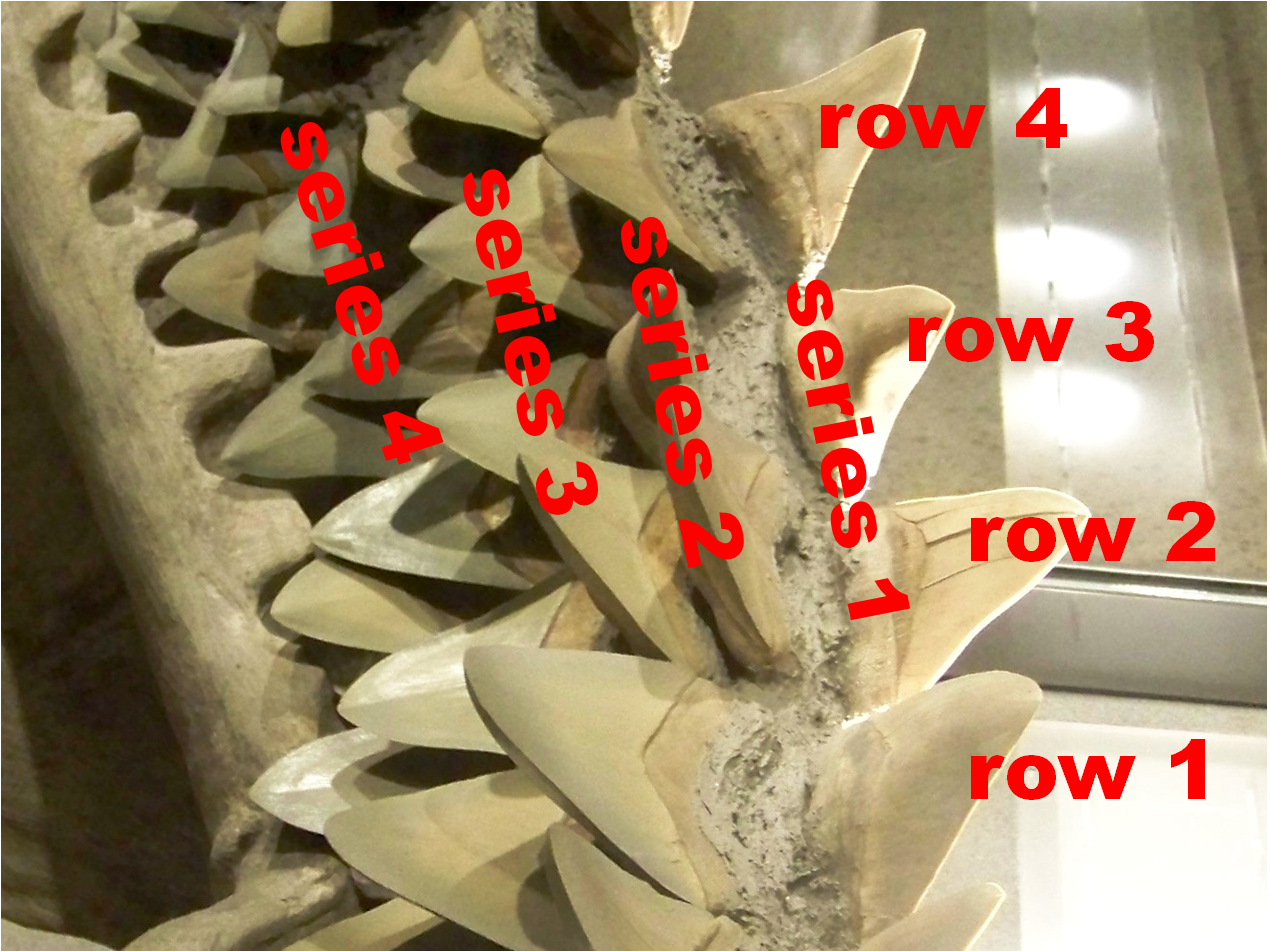
Нижняя челюсть мегалодона с 4 рядами зубов и маркировкой 4 серий зубов. «Серия 1» содержит функциональные зубы в передней части челюсти

## Подсчёт
В таксономии зубы акул подсчитываются следующим образом: ряды зубов считаются вдоль линии челюсти, а ряды зубов считаются от передней части челюсти внутрь. Одиночный зубной ряд включает в себя один или несколько функциональных зубов в передней части челюсти и несколько сменных зубов позади него. Например, челюсти бычьей акулы могут иметь 50 рядов зубов в 7 сериях, при этом крайняя серия функциональна, но у большинства акул есть пять серий, при этом у средней акулы около 15 рядов зубов на каждой челюсти. Мелкие зубы в области симфиза, где соединяются две половины челюсти, обычно считаются отдельно от основных зубов с обеих сторон. Известно также, что акулы теряют как минимум один зуб в неделю. Однако благодаря специфическому расположению рядов и серий утраченные зубы могуть быть заменены в течение дня.

## Исследования и идентификация
Идентификация большинства акул осуществляется по сочетанию количества и формы зубов. Зубы могут даже помочь идентифицировать такие виды акул, как серые акулы. Окаменелые зубы помогают проиллюстрировать историю эволюции, а отдельные зубы используются для изучения и анализа конкретных линейных размеров вида. Чтобы идентифицировать зубы и получить конкретную информацию о зубах, можно провести исследование зуба акулы. Это исследование может раскрыть множество различных аспектов самого зуба и видов акул. Однако это оказывается сложным из-за того, что большинство окаменелых зубов расположены смешанно и разбросанно. Для сбора информации об основной истории жизни и оценки распространения акульего зуба очень эффективна молекулярная технология. Для дальнейшего изучения популяции акул можно извлечь коллекцию мтДНК из челюстей и зубов акул. Чтобы изучить эффект уменьшения кариеса у акул, проводятся исследования атомов фтора, которые ковалентно связаны с атомами кальция в зубах. Каждый зуб имеет сложную эмалоидную структуру фторапатита. Чтобы уменьшить последствия ухудшения состояния зубов, для этого конкретного исследования полезно брать пробу только с поверхности эмальоида зуба. Изучение зубов акул улучшает наше понимание пищевого поведения акул, эволюционных изменений и механизмов. Это помогает нам идентифицировать зубы и даже вид.

## История открытия

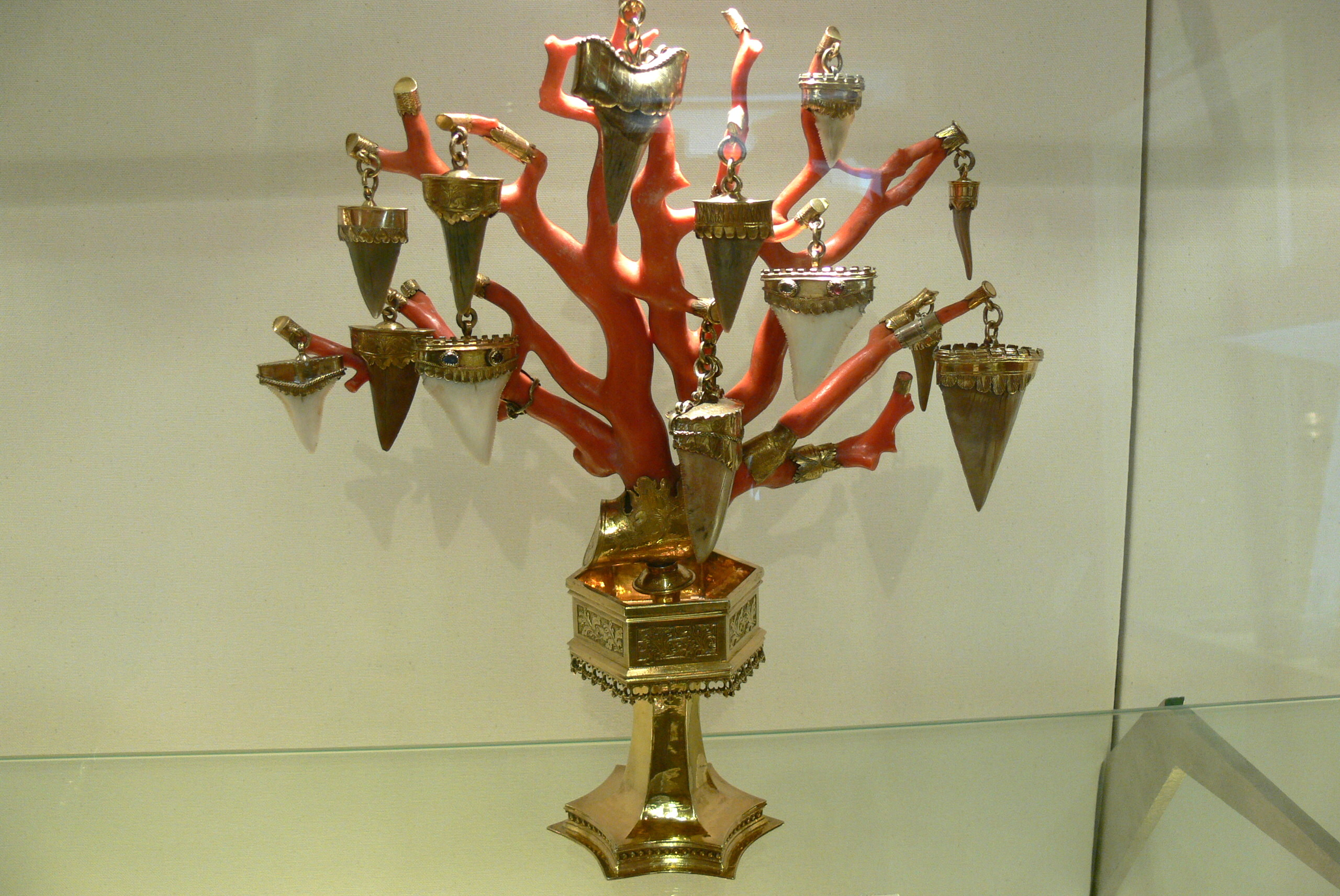
Ветвь красного коралла со «змеиными языками» из акульих зубов, использовавшимися для проверки на наличие яда, XV—XVI век, Имперская сокровищница, Вена

Самые старые известные записи об окаменелых зубах акул принадлежат Плинию Старшему, который считал, что эти треугольные объекты падали с неба во время лунных затмений.
Согласно отчетам эпохи Возрождения, большие треугольные ископаемые зубы, часто находившиеся в скалистых образованиях, считались окаменевшими языками драконов и змей и поэтому назывались «языковыми камнями» или «глоссопетрами». Обычно считалось, что глоссопетра является средством от различных ядов и токсинов, противоядием; их использовали при лечении змеиных укусов. Из-за этого укоренившегося убеждения многие дворяне и члены королевской семьи носили эти «языковые камни» в качестве подвесок или держали их в карманах как талисман на удачу.
Это убеждение было опровергнуто в 1611 году итальянским натуралистом Фабио Колонной, который высказал мнение, что они являются зубами древних акул, а в 1667 году датским натуралистом Николаусом Стено, который изучил их состав. Он описал свои открытия в книге «The Head of a Shark Dissected» («Разрезанная голова акулы»), в которой была иллюстрация зуба Otodus megalodon, ранее считавшегося языковым камнем.

## Использование при создании оружия
В Океании и Америке акульи зубы обычно использовались в качестве инструментов, особенно при создании оружия, такого как дубинки и кинжалы, а также в качестве лезвий для резьбы по дереву и инструментов для приготовления пищи, таких как марипи — нож для разделки мяса у новозеландского племени маори. Различное оружие, украшенное акульими зубами, например, леиомано, использовалось коренными жителями Гавайев. Некоторыми видами пользовались только члены королевской семьи. Индейцы племени ваитака из прибрежных районов Бразилии использовали акульи зубы в качестве наконечников для своих стрел. Остатки оружия с кромками из акульих зубов, а также кремнистые копии акульих зубов были найдены в курганах Кахокия в верховьях долины реки Миссисипи, более чем в 1000 км от океана. Предполагается, что таблички ронгоронго с острова Пасхи создавались местными жителями с помощью инструмента, состоявшего из рукоятки с прикрепленным к ней акульим зубом. Сначала им придавалась форма самой табличке, а затем им же на ней вырезались иероглифы.

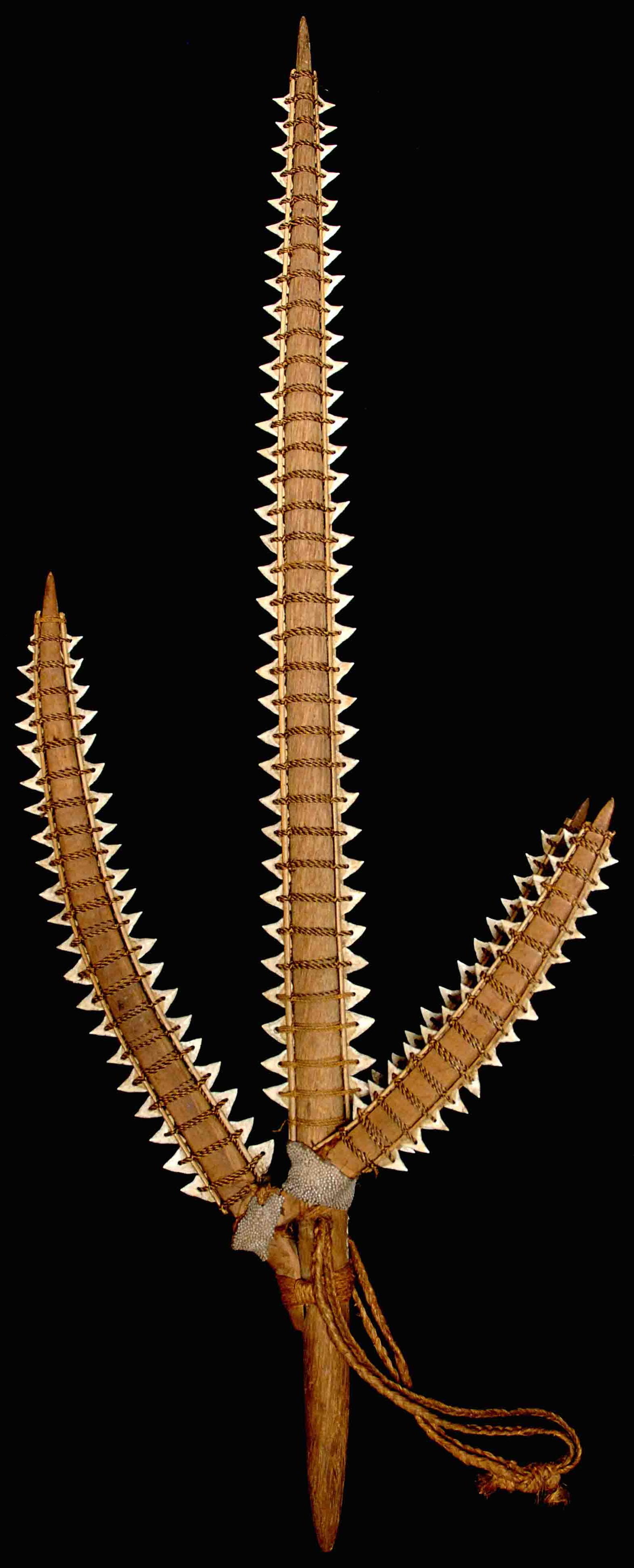
Трезубец из зубов тёмной акулы — традиционное оружие жителей островов Гилберта в Кирибати
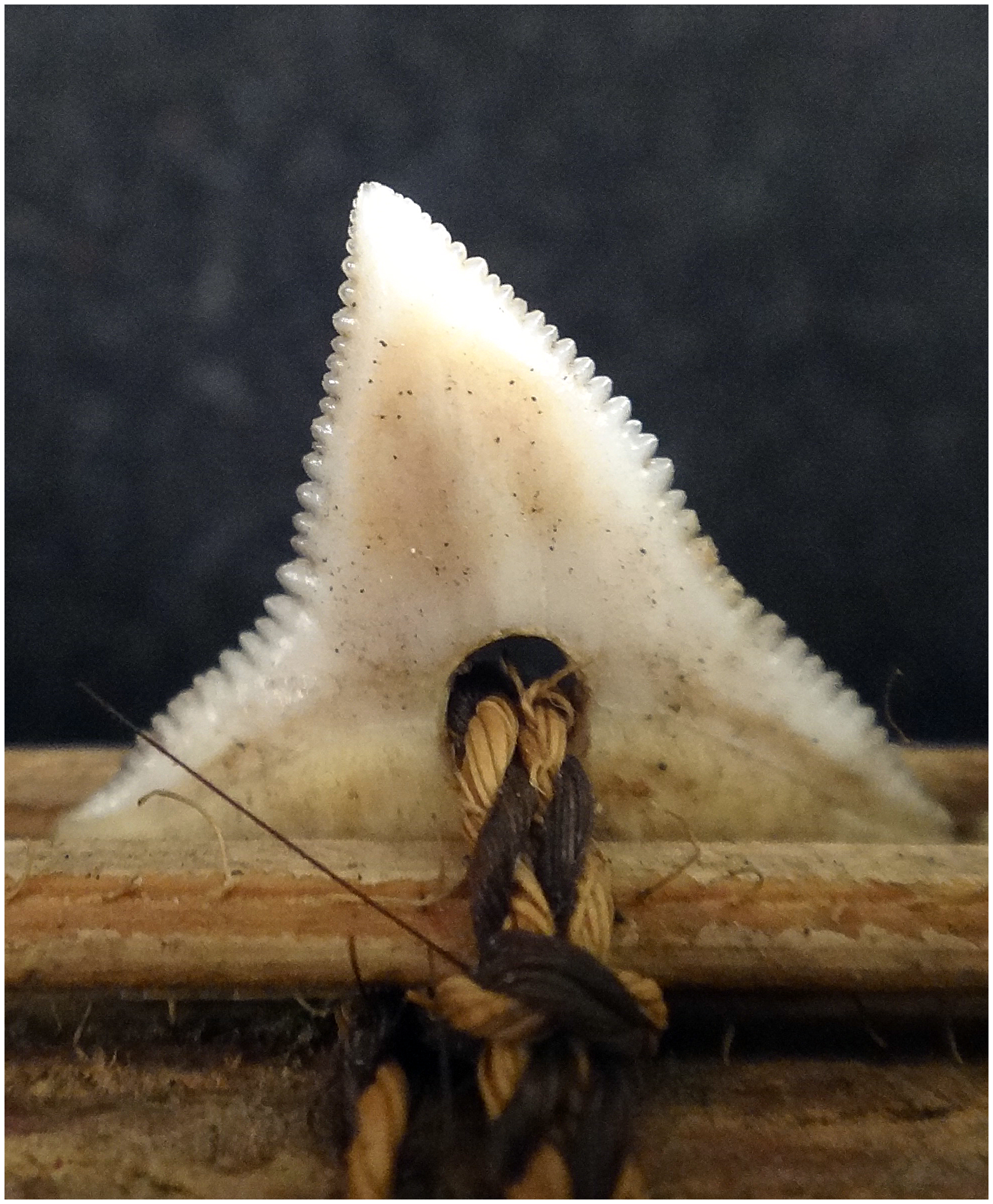
Крепление акульего зуба к деревянной основе трезубца с помощью волокнистой веревки
Меч из акульих зубов
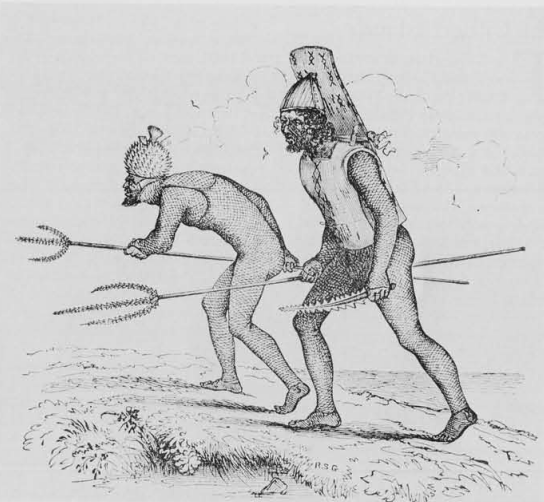
Воины островов Гилберта с трезубцами и мечами из акульих зубов
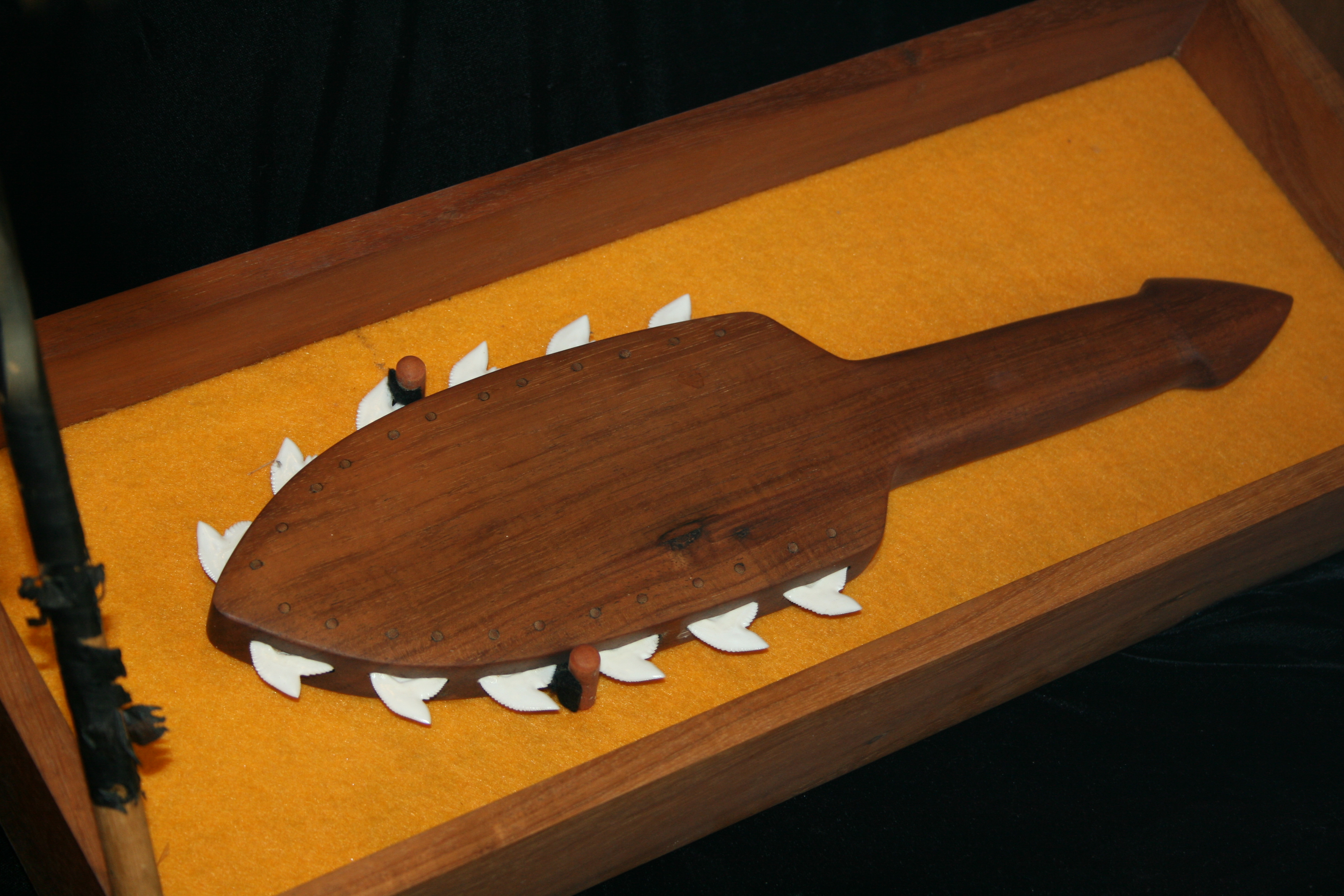
Традиционная ритуальная боевая дубинка коренных жителей Гавайев, инкрустированная зубами тигровой акулы
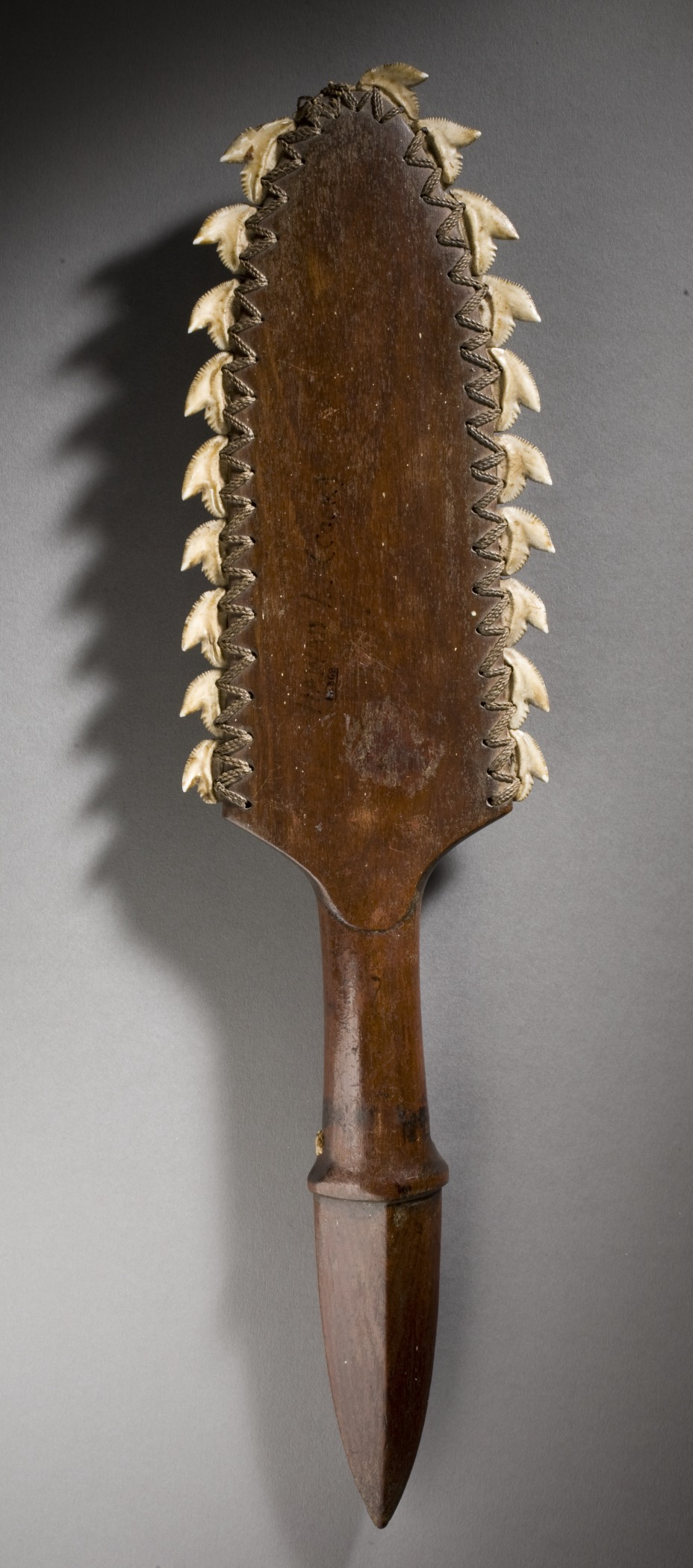
Она же в оригинальном исполнении, собрана на Гавайских островах около 1778 года
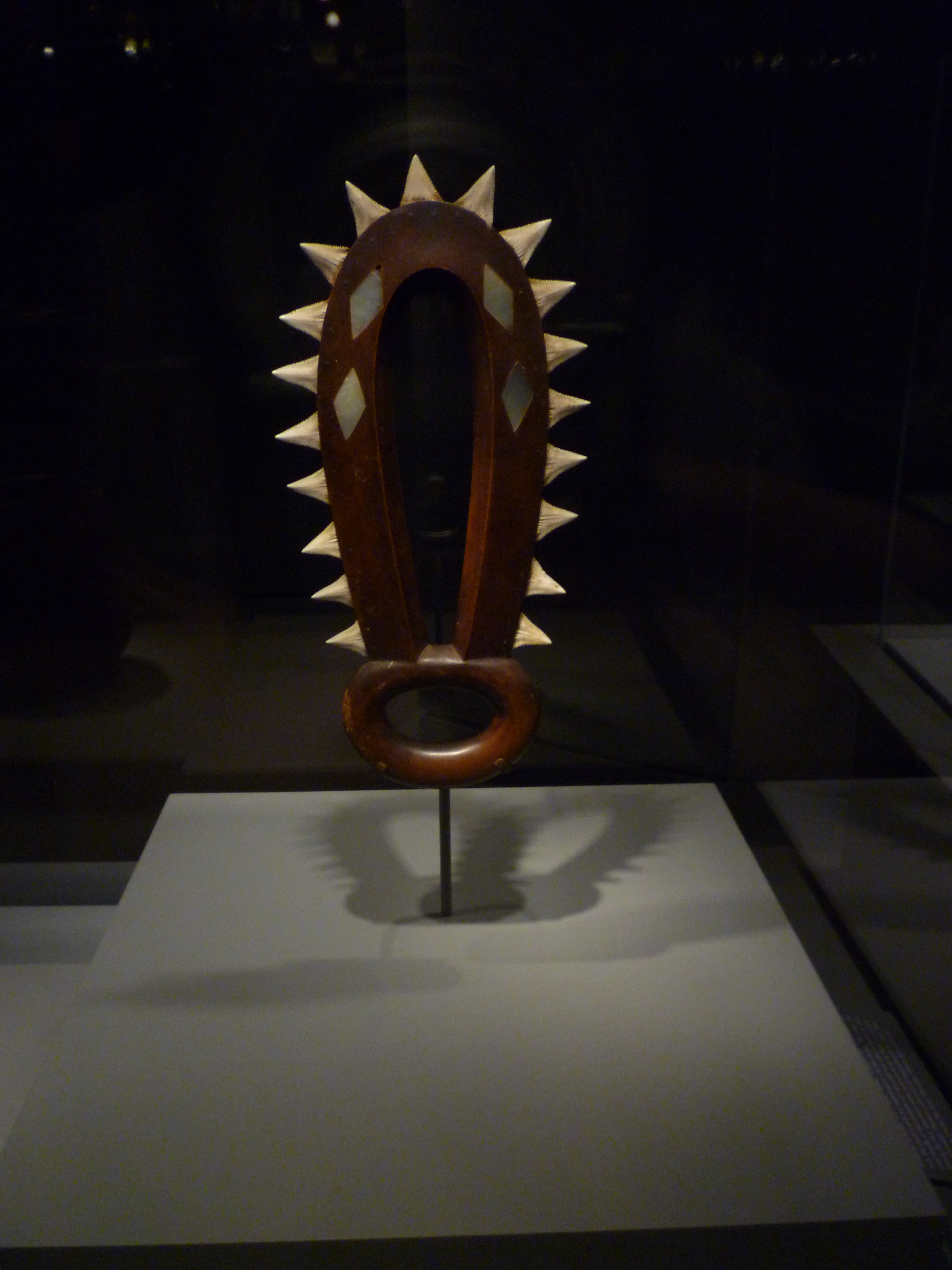
Гавайское традиционное оружие леиомано с акульими зубами начала XIX века
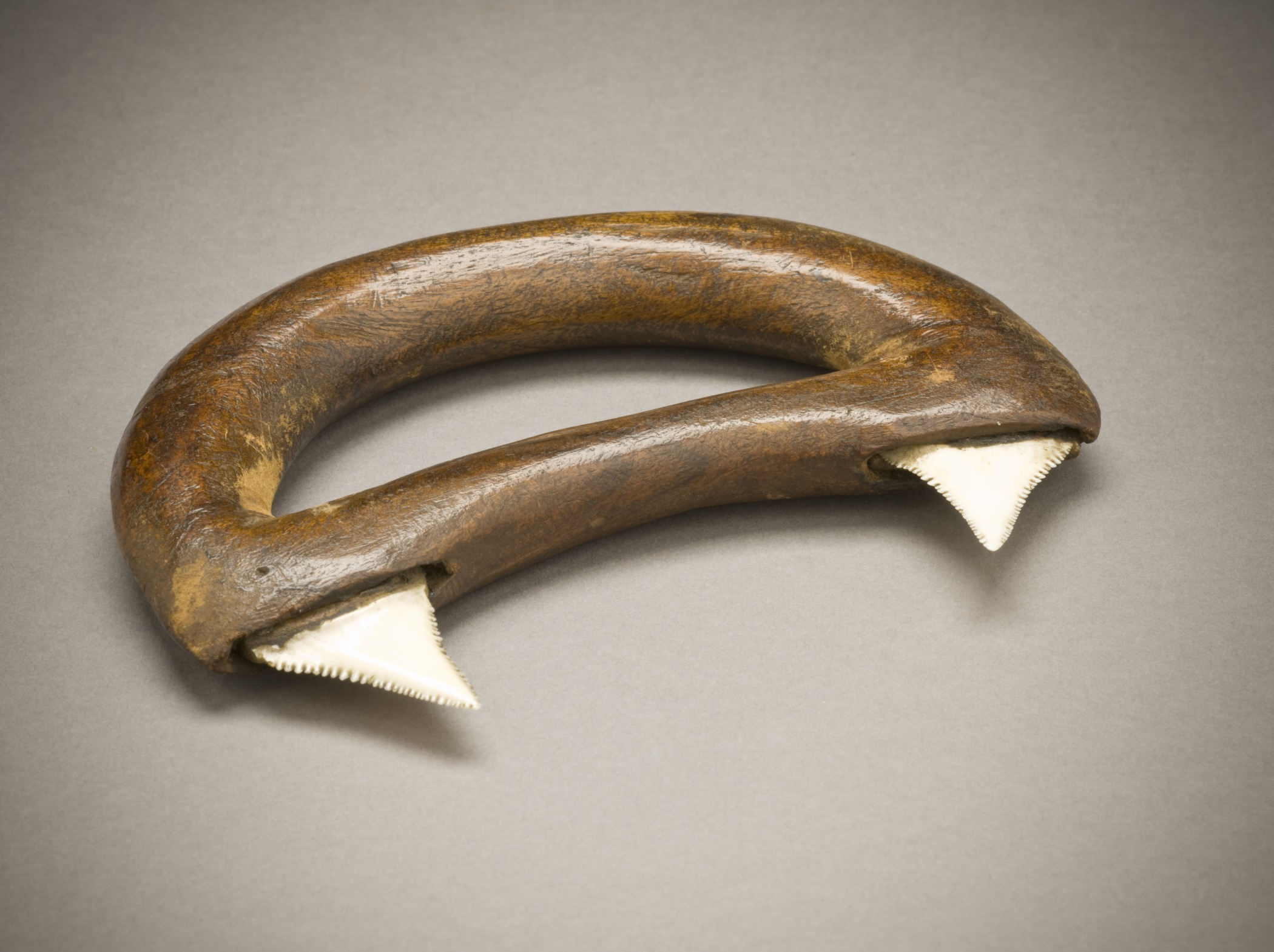
Кастет из зубов[нем.] тигровой акулы, собран на Гавайских островах около 1778 года
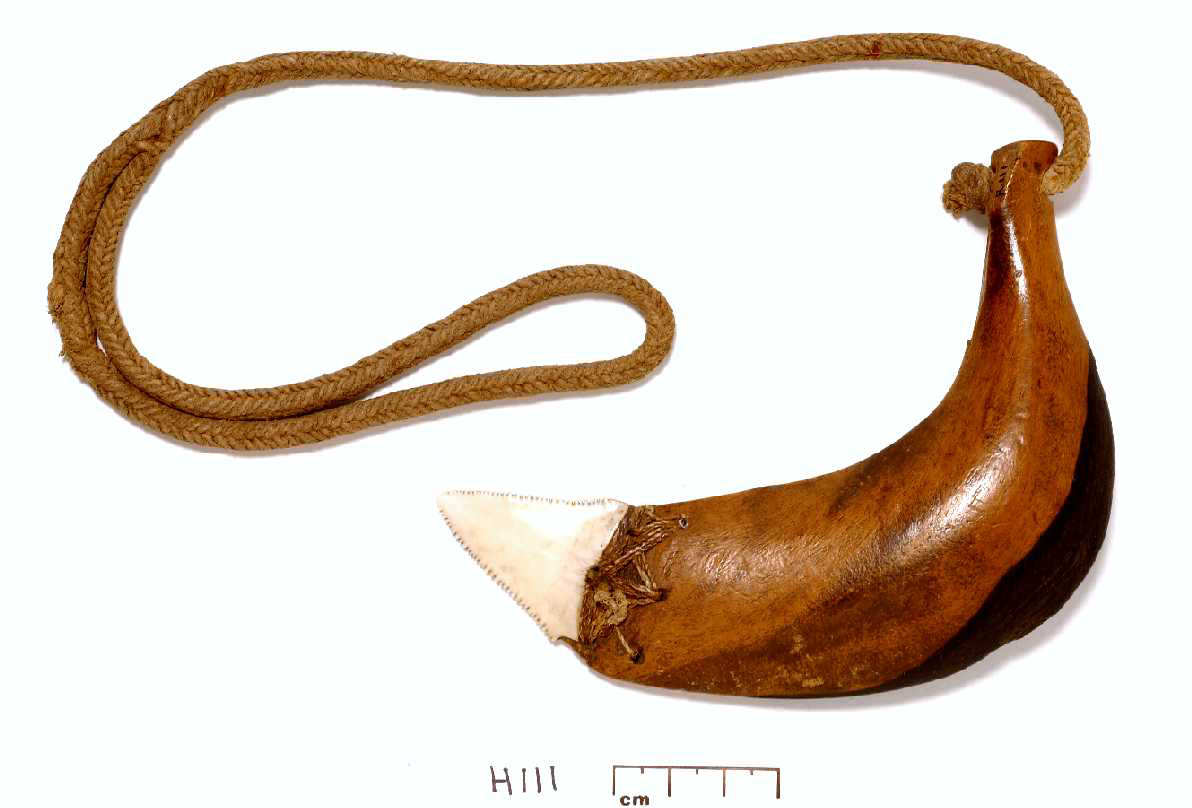
Нож из акульего зуба с деревянной ручкой и шнуром из волокна. Собран на Гавайских островах в 1778 году во время третьего путешествия Кука по Тихому океану
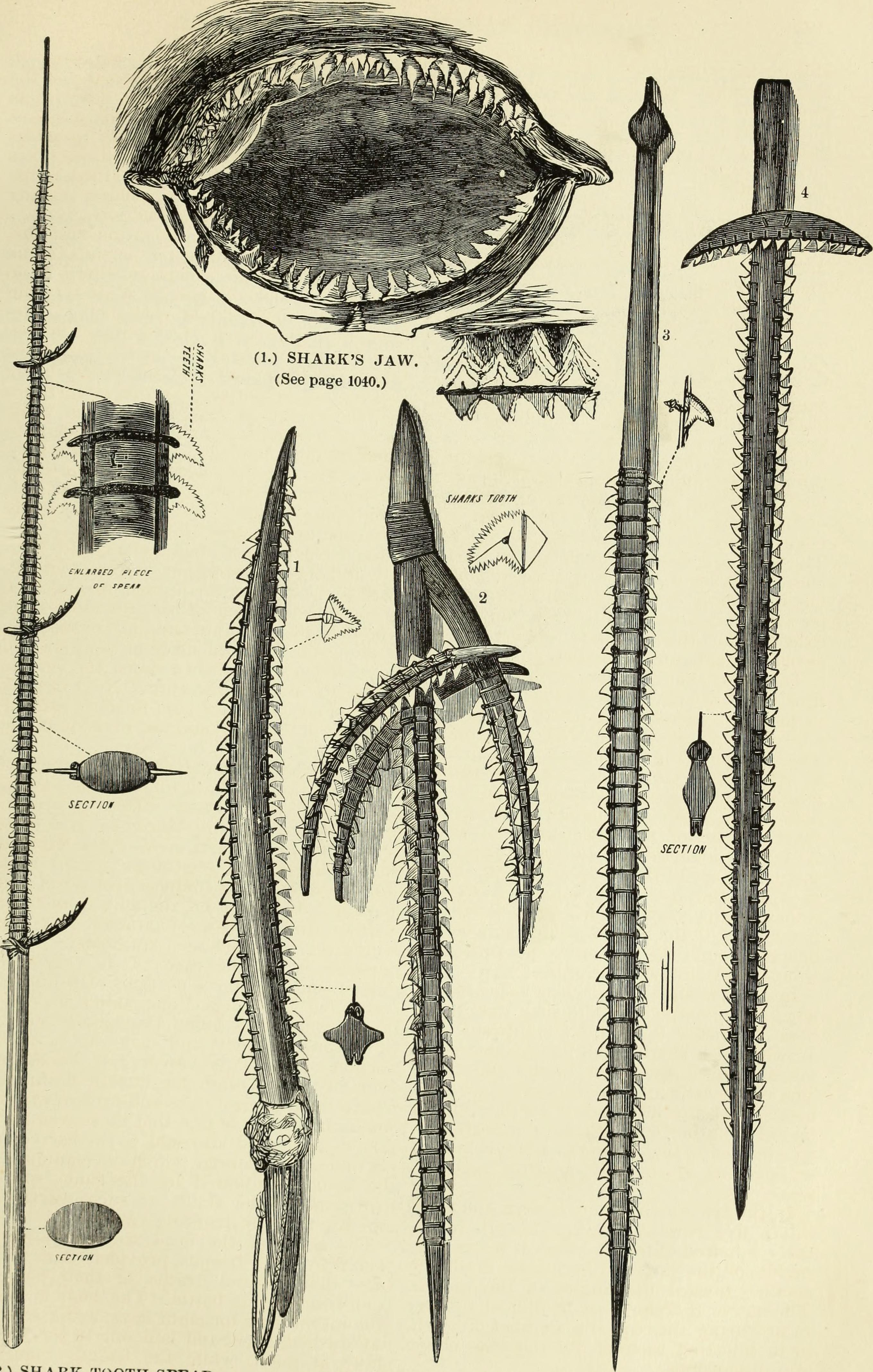
Разнообразие видов традиционного полинезийского оружия из зубов акул
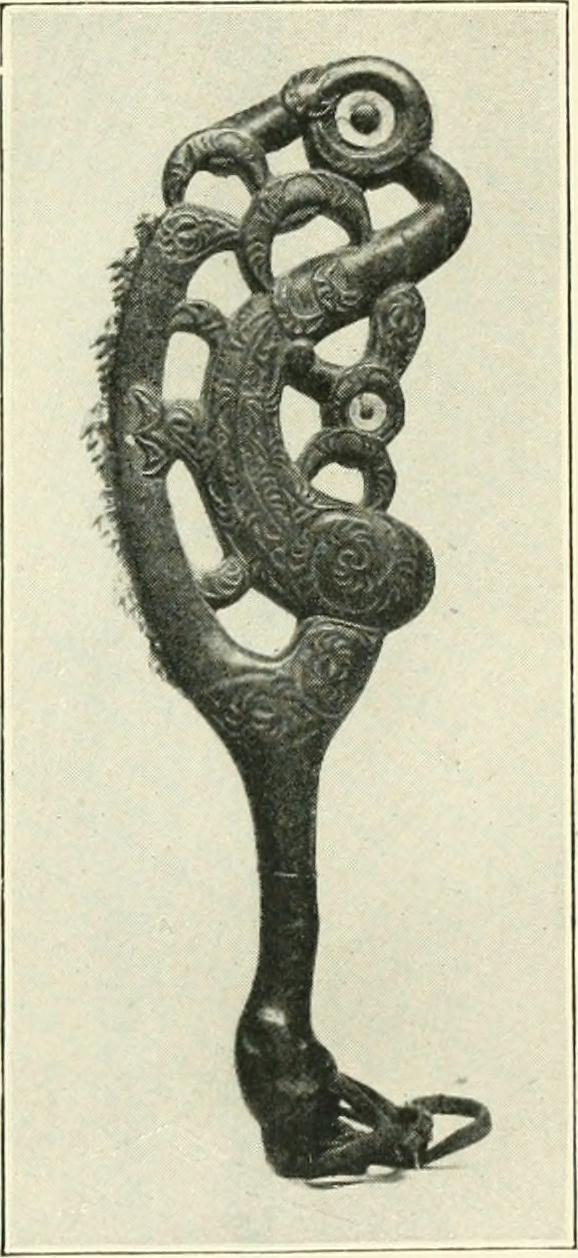
Марипи — традиционный разделочный нож для мяса у новозеландских маори
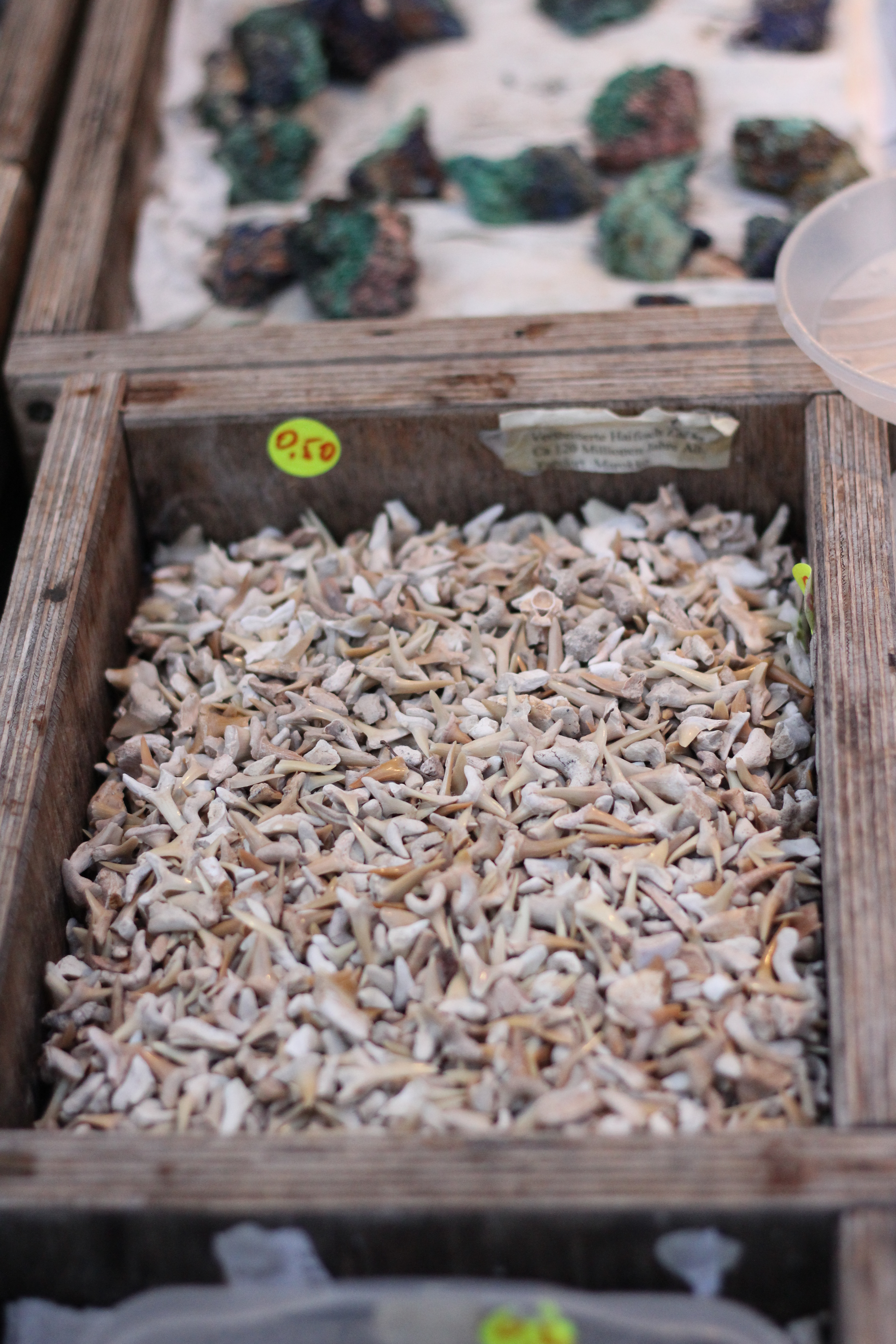
Торговый лоток с акульими зубами